# Горби (река)
Горби (также Кирби, Кирбии) — река в Хабаровском крае, Россия, левый приток Юдомы. Длина реки — 212 км, площадь водосборного бассейна — 5640 км².
Исток находится на высоте более 567 м над уровня моря на Юдомо-Майском нагорье, в междуречье рек Юдома и Мая. В верховьях течёт в юго-западном направлении. Затем, после пересечения хребта Челат, выходит на равнину и поворачивает на запад. Далее, приняв крупный приток, реку Тайму, поворачивает на север. Берега участками заболочены. Впадает в Юдому слева на высоте менее 246 м над уровнем моря. Ширина русла в низовьях — 100 м, глубина — 0,9 м, скорость течения — 1,2 м/с.

## Основные притоки
Указаны поименованные притоки длиной 30 км и более
| Название          | Расстояние от устья | Длина | Положение |
| ----------------- | ------------------- | ----- | --------- |
| Емёлёкён          | 15                  | 39    | правый    |
| Малый Маталакан   | 57                  | 44    | правый    |
| Большой Маталакан | 73                  | 56    | правый    |
| Тайма             | 84                  | 99    | левый     |
| Малтан            | 167                 | 33    | правый    |

## Данные водного реестра
По данным государственного водного реестра России относится к Ленскому бассейновому округу, речной бассейн реки — Лена, речной подбассейн реки — Алдан, водохозяйственный участок реки — Мая от водомерного поста села Аим до устья.
Код объекта в государственном водном реестре — 18030600612117300036435.